# Nicolò Maria Antonelli
Pour les articles homonymes, voir Antonelli.
Nicolò Maria Antonelli  (né le 8 juillet 1698 à Pergola dans l'actuelle province de Pesaro et Urbino, dans les Marches, alors dans les États pontificaux et mort le 25 septembre 1767 à Rome) est un cardinal italien du XVIIIe siècle.
Il est l'oncle du cardinal Leonardo Antonelli.

## Biographie
Né le 8 juillet 1698 à Pergola d'une famille noble, il s’éleva par degrés, à la cour de Rome, dans les dignités ecclésiastiques. Il exerce diverses fonctions au sein de la Curie romaine, notamment à la  Congrégation de la bonne gouvernance. Le pape Clément XIII le crée cardinal lors du consistoire du 24 septembre 1759. Le cardinal Antonelli est préfet de la Congrégation des indulgences et reliques en 1760 et secrétaire des brefs en 1761.
Très-savant dans les langues orientales, il a laissé plusieurs ouvrages érudits. Il édita en 1746 le commentaire d'Athanase d'Alexandrie sur les Psaumes, et en 1756 ce qu'il présenta comme une traduction arménienne de dix-neuf homélies de Jacques de Nisibe (texte arménien et traduction latine). En réalité, il s'agissait de dix-neuf des vingt-trois Démonstrations d'Aphraate le Sage persan, dont la version originale syriaque ne fut connue qu'au XIXe siècle.

## Œuvres
Il a laissé, entre autres ouvrages :
- une dissertation latine, de Titulis quos S. Evaristus romanis presbyteris distibuit, Rome, 1725, in-8° ;
- Ragioni della Sede apostolica sopra il Ducato di Parma e Piacenza esposte a’ sovrani e principi Cattolici dell’Europa, 1742, 4 vol. in-4°, sans nom de lieu, d’imprimeur ni d’auteur, mais écrit par Antonelli et imprimé à Rome ;
- S. Athanasii archiepiscopi Alexandriæ Interpretatio Psalmorum, etc., Rome, 1746, in-fol. ; ouvrage qu’il a eu le mérite de publier pour la première fois, et qu’il avait tiré d’un manuscrit original de la bibliothèque Barberini. Il y a joint une traduction latine, imprimée en regard du texte grec, des corrections et des notes.
- Vetus Missale romanum, præfationibus et notis illustratum, Rome, 1756, in-4°.
- Il cultivait aussi la poésie italienne, et l’on trouve des morceaux de lui dans le 10e volume des poésies degli Arcadi di Roma, 1747, in-8°. Plusieurs des ouvrages de N.-M. Antonelli, imprimés d’abord séparément, ont été rassemblés en 1 vol. in-fol., Rome, 1756.

### Sources
- Fiche du cardinal Nicolò Maria Antonelli sur le site fiu.edu